# Réserve naturelle de Frebergsvik
La Réserve naturelle de Frebergsvik  est une réserve naturelle norvégienne qui est située dans le municipalité de Horten, dans le comté de Vestfold.

## Description
La réserve naturelle de 0,04 km2 a été créée en 1980.
C'est une forêt de feuillus où l'on trouve un type de végétation rare. La forêt de frênes pousse sur un sol humide avec un débit d'eau régulier. L'herbe de broussailles de l'espèce snell est une plante caractéristique de la forêt de frênes de snell.
Dans la partie nord de la réserve, on trouve plusieurs ifs de grande taille, bien enracinés et aux cimes fines. L'if est le type d'arbre qui peut atteindre l'âge le plus élevé d'Europe, peut-être jusqu'à 2000 ans.